# Biocomunicación

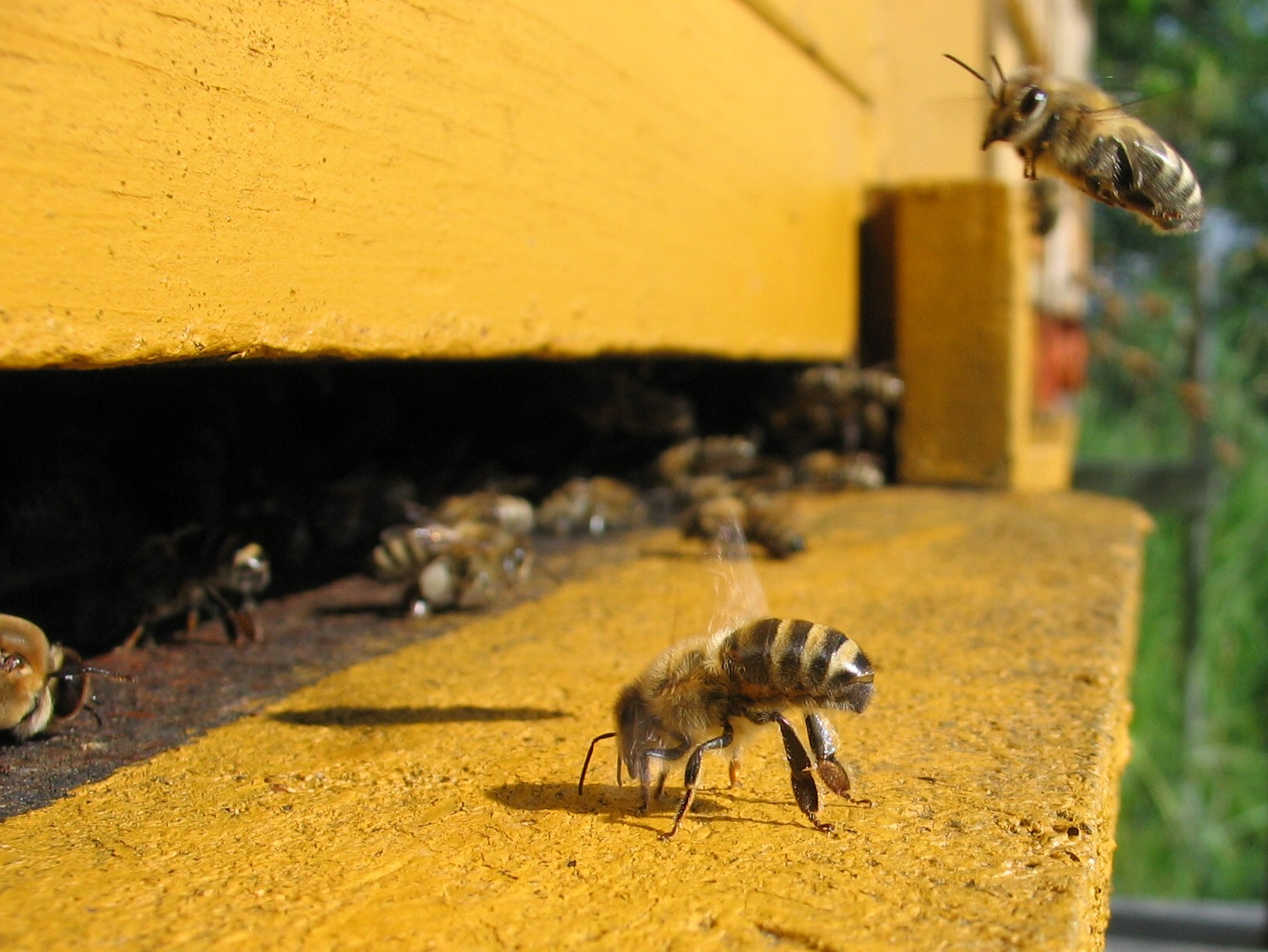
Las abejas usan un lenguaje basado en movimientos corporales para transmitirse entre ellas la información sobre ubicaciones de fuentes de alimento.

En el estudio de las ciencias biológicas el término general biocomunicación se utiliza para describir tipos más específicos de comunicación entre (intraespecífica) o entre (interespecíficas) especie de plantas, animales, fungi y microorganismos. La comunicación significa interacciones por medio de señales seguidas de reglas (sintácticas, pragmáticas y semánticas). Las señales en la mayoría de los casos son moléculas químicas (semioquímicos). La biocomunicación de animales puede incluir mecanismos como vocalizaciones (como entre especies de aves que compiten), la producción de feromonas ((como entre diferentes especies de insectos), señales químicas entre plantas y animales (como en la producción de tanino utilizado por las plantas vasculares para ahuyentar a los insectos), y la comunicación mediada químicamente entre las plantas y dentro las plantas. La biocomunicación de hongos demuestra que la comunicación entre micelios integra las interacciones mediadas por signos específicos cruzadas entre bacterias, organismos del suelo, hongos y células de la raíz de la planta sin que la nutrición vegetal no pueda ser organizada.

## Biocomunicación, Biosemiótica y Lingüística
En el estudio de la lingüística, la teoría de la biocomunicación abstracta puede ser considerada como una forma de biosemiótica y una subdisciplina de la teoría semiótica.  Por lo tanto, los aspectos sintácticos, semánticos y pragmáticos de los procesos de biocomunicación se diferencian. La biocomunicación específica para los animales  (comunicación animal) se considera una rama de la zoosemiótica. El estudio semiótico de la genética molecular, se puede considerar un estudio de biocomunicación en su nivel más básico. La investigación actual demuestra que los acuerdos contenidos genéticos en la mayoría de los casos son el resultado de la ingeniería genética natural competente y edición natural del genoma. Según la teoría de la Biocomunicación esto requiere consorcios de agentes que editan genomas de manera coherente con las capacidades de inserción/deleción. Esto contradice fundamentalmente los antiguos relatos en que los acuerdos contenidos genéticamente resultan de eventos de replicación de error por casualidad y su selección.